# コヨーテ
コヨーテ（学名：Canis latrans）は、食肉目イヌ科イヌ属に分類される食肉類。オオカミに近縁で、形態も似るが小型。

## 分布
極近くを除く北アメリカ大陸に広く分布。オオカミの衰退に乗じ、分布を広げつつある。

## 形態
オオカミより小型で頭胴長75 - 101cm、尾長30 - 40cm、体高60cm以内、体重9 - 20kg（平均14kg）ほど。北のものほど大きくなる傾向がある（ベルクマンの法則）。体毛は全体的に淡い黄褐色で、白い毛が混ざる。四肢は黄色がかっており、尾や胴の背面は灰褐色、腹部は灰白色。頭骨はオオカミに似るが、前頭部の高まりは無い。歯は42本。

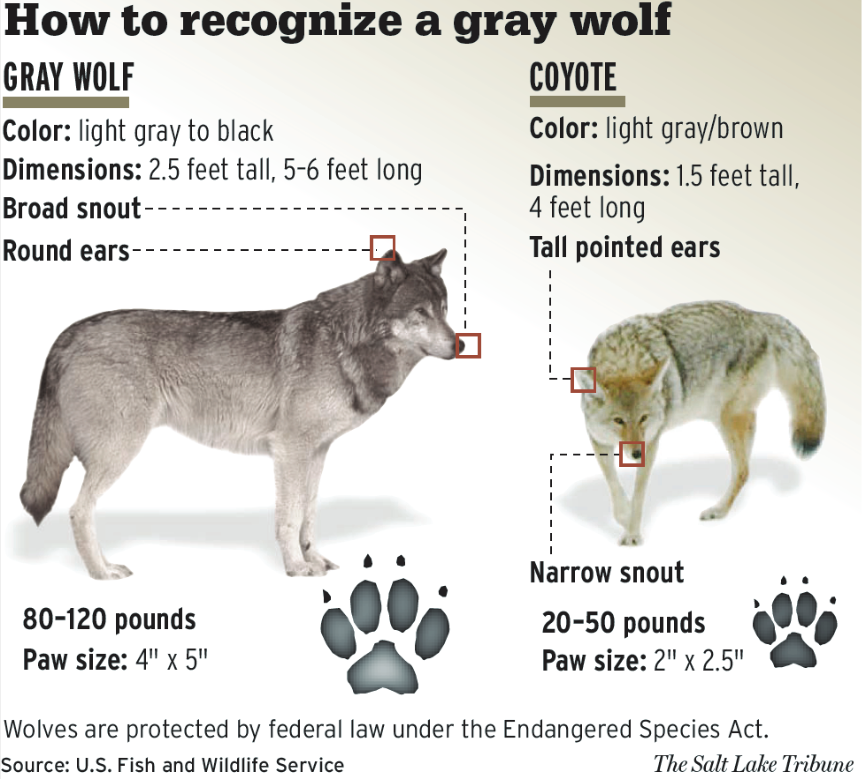
オオカミとの比較図

絶滅危惧種のアメリカアカオオカミとの交雑が心配されている。また、オオカミのようにイヌとの間に繁殖能力のある雑種を作ることが可能で、それはコイドッグ (Coydog) と呼ばれている。このコイドッグはコヨーテよりも家畜などを襲う事が多く、問題視されている。

## 生態

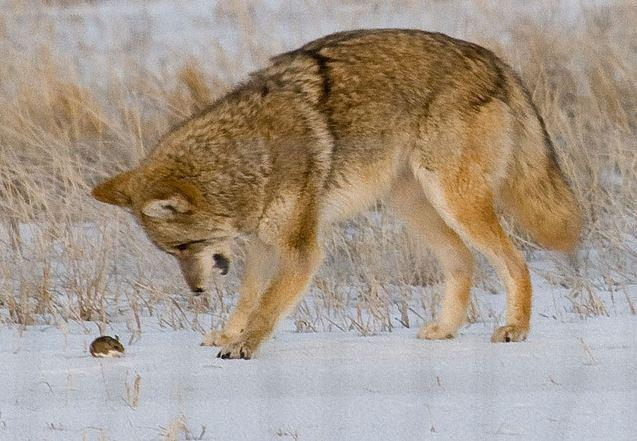
ネズミを狩りするコヨーテ

コヨーテは単独またはペア、ときに小規模な群れで活動する。適応力に優れていて、都市周辺部でも見られる。通常ネズミやウサギ、オグロプレーリードッグ、アメリカビーバー、アライグマ、オオツノヒツジ、ドールシープ、ココノオビアルマジロ、魚などを狩るが、オオカミのいない地域では群れでより大きな獲物を狩ることもある。また人間の残飯や果物を漁ることもある。
イヌのように尿で縄張りを主張する。コヨーテはオオカミのようによく遠吠えをする。イヌ科ではイエイヌを除いては唯一いつも吠えるイヌであり、これが名の由来である。この遠吠えは明け方と暮れに行われ、一頭が吠え声を上げるとやがて他の個体も加わり、1  - 2分のコーラスになる。

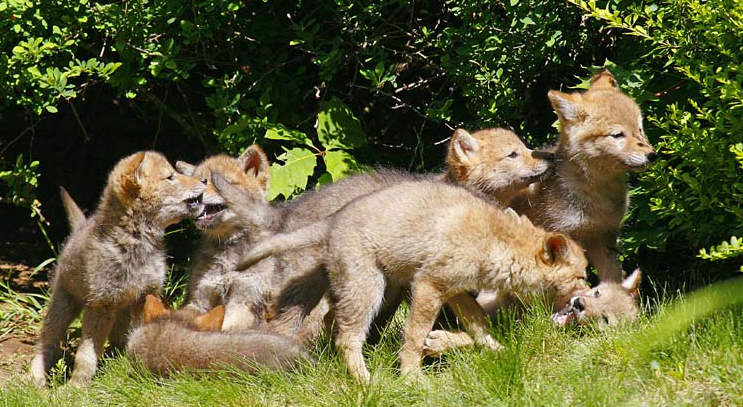
7匹の幼獣

一夫一妻型で年1回冬に繁殖し、春に子が生まれる。妊娠期間は63日前後。子育ては両親によって行われるが、前年に生まれた子が手伝うこともある。子は秋には一頭で狩りをするようになる。北部に産するものは繁殖期が決まっており発情期は1月から3月である。交尾の多くは2月に行われる。一産2-12子・稀に19子である。赤ん坊は250グラムくらいで2週間ほどで目が開き2-3週間後には巣穴から外に出る。5-7週間後には離乳する。オスは巣穴に入らず最初はメスにその後は子供にえさを運ぶ。食べ物は半ば消化したものを吐き戻して与える。3-4か月後には両親と行動を共にするようになる。コヨーテは一家で狩りに出かけ子供はそこでえさの取り方を覚える。子供は9か月で成獣と同じ大きさになる。メスは1歳で繁殖可能になる。しかし行動圏を所有しオスとペアを組むにはもう1年必要である。
コヨーテの天敵はピューマ、イヌワシ、オオカミである。
生息域が人間と接する、重複する地域では牧場や民家の庭に侵入し家畜やペットを襲うこともある。
また2009年10月にはカナダの19歳の女性シンガソングライター、テイラー・ミッチェルがコヨーテ2匹に襲われ死亡する事件が起きた。

## 人間との関係

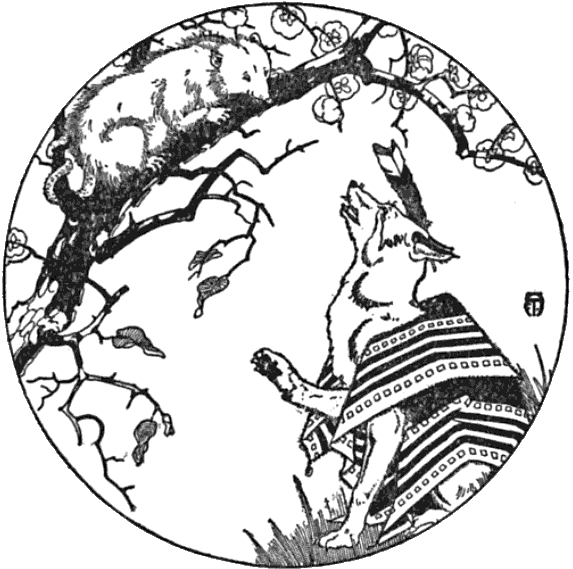
米インディアン（カド族）の昔話『コヨーテとお人好しのオポッサム』

北アメリカインディアンのほとんどの部族が、コヨーテをトリックスターとして崇めている。彼らにとって、頭文字を大文字で「Coyote」と書くとコヨーテ神の意味を持っている。彼らの伝承で、コヨーテによって人間社会にもたらされたものはタバコ、太陽、死、雷をはじめとして、あらゆるものに及んでいる。
アメリカ合衆国サウスダコタ州は「コヨーテ州｣という愛称がある。
アメリカ・プロアイスホッケーリーグ・NHLの球団名にアリゾナ・コヨーテズがある。
メキシコの先住民コミュニティでは、非先住民（よそもの）であるメスティーソを「コヨーテ」 (coyote) と呼ぶことがある。現代ナワトル語の coyōtl にもしばしばこの用法がある。
狂犬病ウイルスを保持する例があり、接触には注意する必要がある。

## 画像

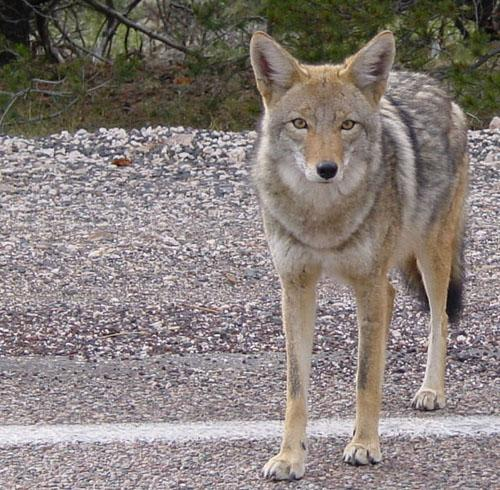
舗装された道路を歩くコヨーテ（アリゾナ州）
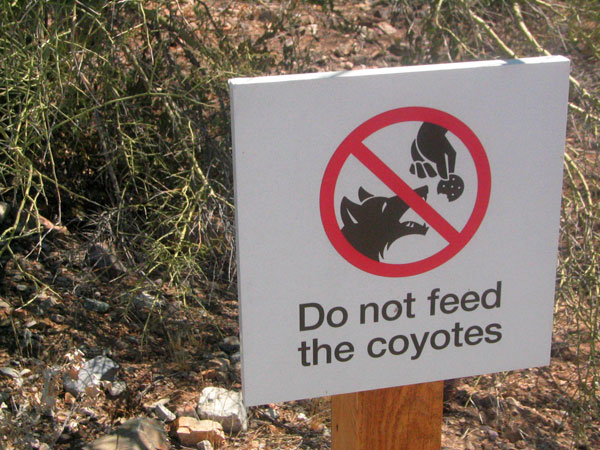
コヨーテに餌を与えないよう警告する看板。給餌され、人に慣れたコヨーテは、やがて人を襲うようになる可能性がある。
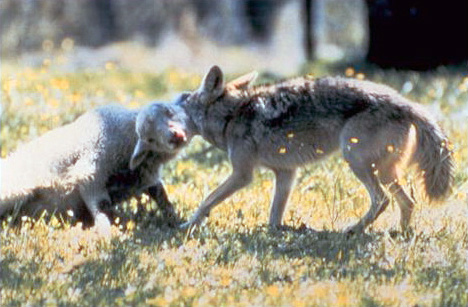
羊の喉に噛み付くコヨーテ
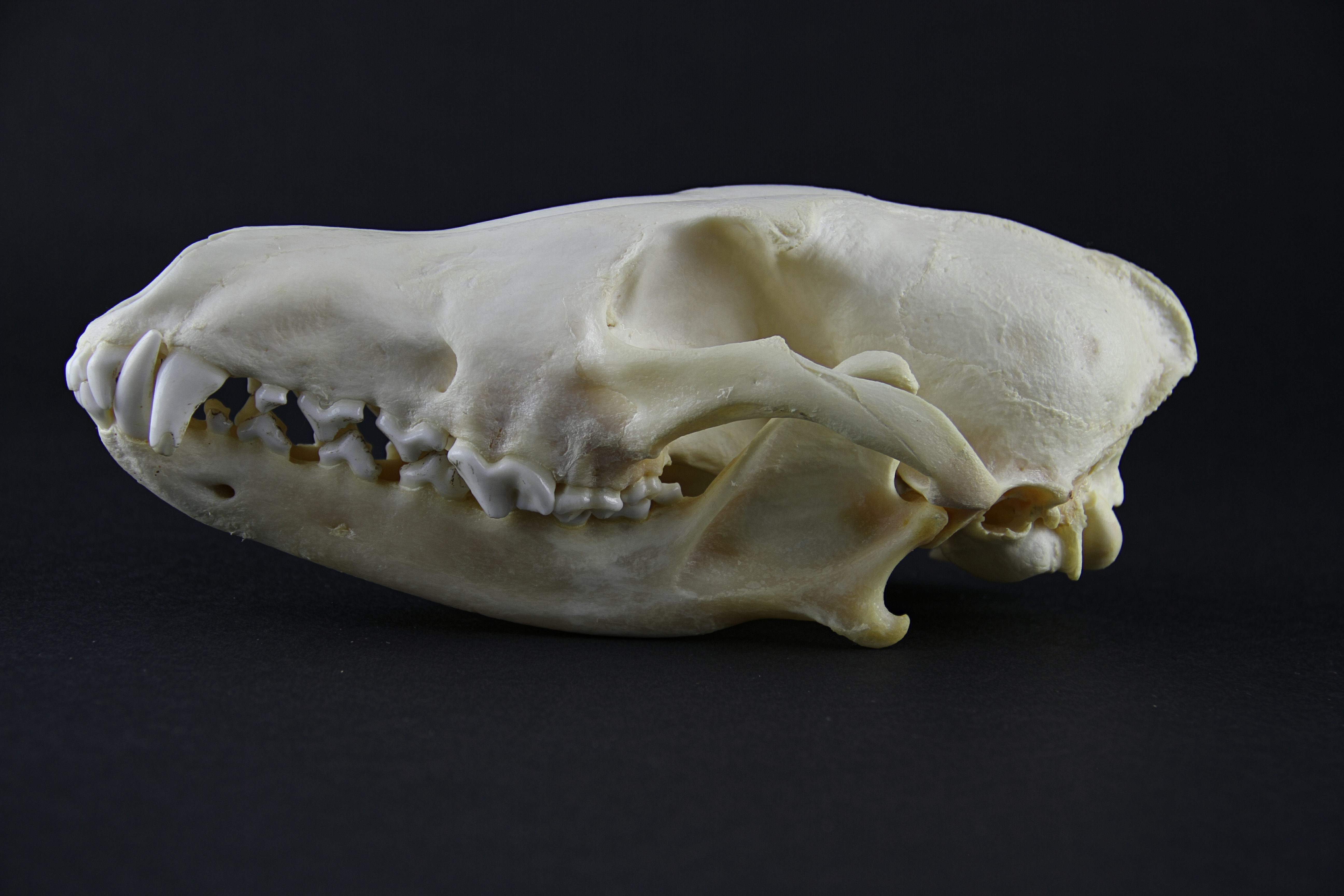
頭蓋骨